# Перфилово (Иркутская область)
Перфи́лово — село в Тулунском районе Иркутской области России. Административный центр Перфиловского муниципального образования.

## География
Село расположено на левом берегу реки Манут, на расстоянии 17 км к югу от города Тулун, административного центра района.

## История
В 1912—1918 годах в селе действовала Перфиловская Николаевская церковь.

## Население
| 2002 | 2010 | 2011 | 2012 |
| ---- | ---- | ---- | ---- |
| 521  | ↗550 | ↘548 | ↘544 |

### Национальный состав
По данным Всероссийской переписи, в 2010 году в селе проживало 550 человек (264 мужчины и 286 женщин).